# Hermann Laforet
Hermann Laforet (* 3. Dezember 1902 in Wien; † 20. März 1979 ebenda) war ein österreichischer Schauspieler bei Theater und Film.

## Leben und Wirken
Laforet stieß im Jahre 1920 zum Theater und war seitdem an zahlreichen Bühnen seiner Heimatstadt Wien beschäftigt, darunter die Kammerspiele, das Stadttheater, die Wiener Volksbühne und zuletzt viele Jahre lang das Volkstheater. Von korpulenter, bulliger Statur, verkörperte Laforet zumeist gravitätische und wuchtige Charaktere. Nebenbei wirkte er auch für die Radio Verkehrs AG und trat seit den 1950er Jahren in unregelmäßigen Abständen vor Film- und Fernsehkameras. Auch dort spielte er Entscheidungsträger aller Arten: einen Filmproduzenten, einen Gerichtsvorsitzenden, einen Minister, einen Arzt und einen Offizier.

## Filmografie (komplett)
- 1952: Knall und Fall als Hochstapler
- 1959: Der Misanthrop
- 1959: Der Fall Pinedus
- 1965: Geißel des Fleisches
- 1966: Zwei Girls vom Roten Stern
- 1970: Fall Regine Krause
- 1971: Wenn der Vater mit dem Sohne (TV-Serie, eine Folge)
- 1972: Die Abenteuer des braven Soldaten Schwejk (TV-Serie, eine Folge)
- 1973: Hallo – Hotel Sacher … Portier! (TV-Serie, eine Folge)
- 1977: Die Alpensaga